# From a Buick 6
«From a Buick 6» es una canción del músico estadounidense Bob Dylan, publicada en el álbum de estudio Highway 61 Revisited. La canción, grabada el 30 de julio de 1965, fue también publicada como cara B del sencillo «Positively 4th Street».

## Historia
La canción es un blues tocada por un grupo que incluyó a Al Kooper al órgano y a Mike Bloomfield a la guitarra.  La parte de guitarra sigue el modelo de riffs de blues de Robert Johnson, Charlie Patton y Big Joe Williams. También contó con un ritmo de fondo del batería Bobby Gregg, una línea de bajo de Harvey Brooks y un solo de armónica.  La canción comienza con un golpe de caja similar al comienzo de «Like a Rolling Stone», el primer tema de Highway 61 Revisited. Se trata esencialmente de un blues con un patrón de doce compases, interpretado con una progresión de acordes. Está parcialmente basada en la canción de Sleepy John Estes «Milk Cow Blues», incluso tomando algunos versos de la canción, pero su enfoque es más similar a la versión de The Kinks de una canción de Kokomo Arnold también llamada «Milk Cow Blues».

## Versiones
«From a Buick 6» ha sido versionada por músicos como Gary U.S. Bonds, Mitch Ryder, Treat Her Right, Mike Wilhelm, Cryin' D.T. Buffkin & the Bad Breath, Alex Taylor y Johnny Winter.

## Personal
- Bob Dylan: voz, guitarra y armónica
- Mike Bloomfield: guitarra
- Paul Griffin: piano
- Bobby Gregg: batería
- Russ Savakus: bajo
- Harvey Goldstein: bajo
- Al Kooper: órgano